# Theodor Luts

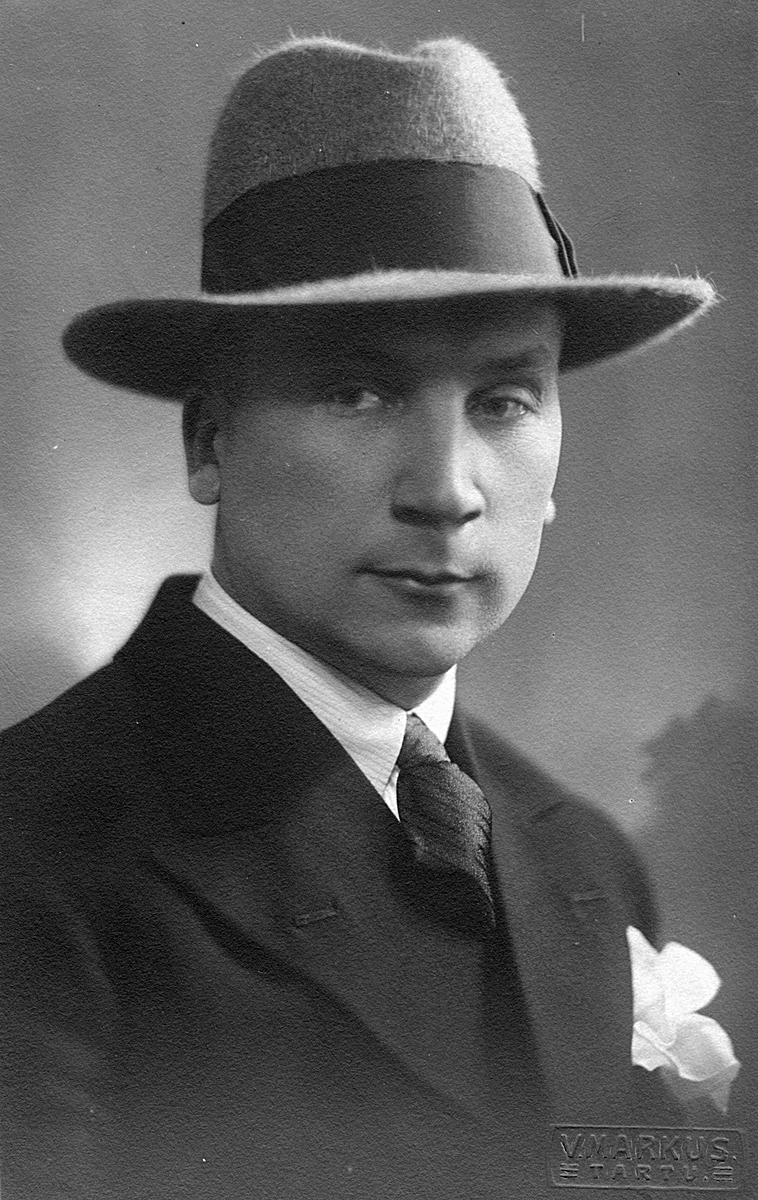
Theodor Luts zwischen 1926 und 1930

Theodor Luts (* 2. Augustjul. / 14. August 1896greg. in Palamuse, Estland; † 24. September 1980 in São Paulo, Brasilien) war ein estnischer Filmregisseur und Produzent. Er gilt als Pionier der estnischen Filmgeschichte.

## Leben
Mitte der 1920er Jahre kam Theodor Luts mit der Filmkunst in Berührung. Er eignete sich als Autodidakt grundlegende Kenntnisse an, unter anderem in Paris und Berlin. In Estland gründete er die Firma Theodor Lutsu Filmiproduktsioon und war von 1926 bis 1932 vor allem als Regisseur tätig. Eng arbeitete er ab 1931 mit der staatlich subventionierten estnischen Filmfirma Eesti Kultuurifilm zusammen, für die er einige Dokumentarfilme produzierte.
Theodor Luts ging von 1932 bis 1944 als Regisseur und Filmproduzent nach Finnland und lebte von 1944 bis 1946 in Schweden. Anschließend emigrierte er nach Brasilien, wo er als Filmproduzent tätig blieb und 1980 starb.

## Filmisches Werk
Theodor Luts war einer der ersten Filmregisseure in Estland. 24 Filme sind von ihm erhalten. Allein 1931 produzierte er u. a. die Dokumentarfilme Ruhnu, Kihnu, Meie läänerannik ja saared („Unsere Westküste und die Inseln“) und Kas tunned maad...? („Kennst Du das Land...?“).
1932 schuf er mit finnischen Kollegen den ersten estnischen Tonfilm, Päikese lapsed („Sonnenkinder“). Erfolge waren auch Luts' Kriegsfilm Noored kotkad („Junge Adler“, 1927) sowie der innovative Lehrfilm Gaas! Gaas! Gaas! (1931). In Finnland produzierte er unter anderem die Spielfilme Salainen ase („Geheimwaffe“, 1943) und Varjoja Kannaksella (1943) und war Chefkameramann der führenden finnischen Filmfirma Suomi Filmi. 1950 drehte Luts in seiner Wahlheimat Brasilien den Film Caraça, Porta do Céu.

## Privatleben
Theodor Luts war mit Aksella Luts (1905–2005) verheiratet, die unter anderem in Noored kotkad als Schauspielerin zu sehen ist und einige Drehbücher mitverfasst hat. Theodor Luts war der jüngere Bruder des beliebten estnischen Schriftstellers Oskar Luts (1887–1953).